# Évrard IV Radoul
Évrard IV Radoul, décédé le 8 janvier ou le 8 juillet 1226, était un châtelain de Tournai, seigneur de Mortagne, fils aîné de Baudouin, châtelain de Tournai, et de sa femme Hildegarde de Wavrin. 

## Filiation
De son mariage avec Isabelle d'Enghien, fille cadette d'Engelbert III d'Enghien, lord of Enghien and his wife Adelaide of Avesnes, their children were:
- Arnaud de Mortagne qui succède à son père,

de son second mariage avec Élisabeth de Nivelle, châtelaine de Courtrai, fille de Roger III, châtelain de Courtrai :
- Évrard V Radoul de Mortagne (+ 1276 ou après), seigneur de Nivelle, marié à Jeanne de Béthune, fille de Guillaume de Béthune.

## Sources
- Fondation pour la généalogie médiévale (en anglais)